# Chertan
Chertan eller Theta Leonis (θ Leonis, förkortat Theta Leo, θ Leo) som är stjärnans Bayerbeteckning, är en stjärna belägen i den östra delen av stjärnbilden Lejonet. Den har en skenbar magnitud på 3,32, är synlig för blotta ögat och är en av de ljusare stjärnorna i stjärnbilden. Baserat på parallaxmätning inom Hipparcosuppdraget på ca 19,8 mas, beräknas den befinna sig på ett avstånd av ca 165 ljusår (51 parsek) från solen.

## Nomenklatur
Theta Leonis har de traditionella namnen Chertan, Chort och Coxa. Chertan kommer från det arabiska al-kharātān "två små revben", som ursprungligen avser Delta Leonis och Theta Leonis; Chort från det arabiska al-kharāt eller al-khurt, "litet revben", och Coxa är latin för "höft".
År 2016 organiserade Internationella astronomiska unionen en arbetsgrupp för stjärnnamn (WGSN) med uppgift att katalogisera och standardisera riktiga namn för stjärnor. WGSN:s första bulletin från juli 2016 innehåller en tabell över de första två satserna av namn som fastställts av WGSN och som anger namnet Chertan för denna stjärna.

## Egenskaper
Chertan är en blå till vit stjärna i huvudserien av spektralklass A2 V. Spektret visar emellertid tydligare absorptionslinjer av metaller, vilket markerar den som en kemiskt speciell Am-stjärna. De överskott av andra element än väte och helium, vilka astronomer betecknar som stjärnans metallicitet, är omkring 12% högre än i solen. Den har en massa som är 2,5 gånger solens massa och en radie som är 4 gånger solens radie. Den utsänder från dess fotosfär 141 gånger mer energi än solen vid en effektiv temperatur på 9 350 K.
Chertan är mycket yngre än solen med en beräknad ålder på cirka 550 miljoner år. Den har en måttligt hög rotation med en projicerad rotationshastighet på 23 km7s. Mätningar i det infraröda bandet visar ett överskott av strålning från stjärnan och dess omgivningen, vilket tyder på närvaro av en kringliggande stoftskiva. Temperaturen hos denna strålning antyder att skivan har en radie på 36 AE.